# Cryptothele
Cryptothele — рід грибів родини Lichinaceae. Назва вперше опублікована 1866 року.

## Класифікація
До роду Cryptothele відносять 9 видів:
- Cryptothele africana
- Cryptothele cylindrophora
- Cryptothele granuliforme
- Cryptothele iocarpa
- Cryptothele laatokkaënsis
- Cryptothele laatokkensis
- Cryptothele neglecta
- Cryptothele permiscens
- Cryptothele rhodosticta